# Norbert Krebs
Norbert Krebs, född 1876 i Leoben, död 1947 var en tysk geograf.
Krebs blev 1917 professor i Würzburg, 1918 i Frankfurt am Main, 1920 i Freiburg im Breisgau och 1927 i Berlin. Bland Krebs arbeten märks Die Halbinsel Istrien (1907), Länderkunde der österreichischen Alpen (1913, utvidgad utgåva 1928, Die Ostaplen und das heutige Österreich), Die Verbreitung des Menschen auf der Erdoberfläche (1921), Beitråäge zur Geographie Serbiens und Rasciens (1922), Süddeutschland (1923, nu upplaga 1931 i Landeskunde von Deutschland och 1929 i Deutschland und Deutschlands Grenzen). Från 1924 var Krebs utgivare av Sammlung geographischer Führer och från 1929 av den av Albrecht Penck grundade serien Geographische Abhandlungen.